# Cypress Hill
Cypress Hill is een Amerikaanse hiphopcrew uit South Gate, Californië. De groep weet een unieke stijl te creëren met een mix van funk, jazz, soul en rock. De groep formeerde zich in 1988 en heeft wereldwijd meer dan 20 miljoen platen verkocht.
De groep bestaat uit B-Real (Louis Freese, rapper, 2 juni 1970), Sen Dog (Senen Reyes, rapper, 20 november 1965), DJ Muggs (Lawrence Muggerud, DJ en producer, 28 januari 1968) en Eric Bobo (Eric Correa, percussionist, 27 augustus 1968), die zich bij de groep voegde in 1994.
Een aspect van hun populariteit is hun verbintenis met de legalisering van cannabisconsumptie. Cypress Hill is de eerste latino-rapgroep die platina, gouden en multi-platina albums hebben, tevens zijn ze ook de best verkopende latino-rapgroep.
De groep heeft vele albums uitgebracht (zie de discografie), met wisselend succes. Ze maken vooral naam als liveband. In 2002 kwamen ze als voorprogramma van Eminem naar de Amsterdam ArenA. Daarvoor hebben ze opgetreden bij de High Times-cup.
In 2019 kreeg Cypress Hill een ster op de Hollywood Walk of Fame.

## Naam
De naam Cypress Hill verwijst naar de plek waar de eerste leden van de band hebben gewoond, namelijk in Cypress Avenue in South Gate, Los Angeles County. De oorspronkelijke naam van Cypress Hill was eerst "DVX", maar deze naam werd in 1988 veranderd nadat Mellow Man Ace (Ulpiano Sergio, de jongere broer van Sen Dog) de band verliet om een solocarrière te beginnen.

## Discografie

### Albums
| Album met eventuele hitnotering(en) in de Nederlandse Album Top 100 | Datum van verschijnen | Datum van binnenkomst | Hoogste positie | Aantal weken | Opmerkingen   |
| ------------------------------------------------------------------- | --------------------- | --------------------- | --------------- | ------------ | ------------- |
| Cypress Hill                                                        | 1991                  | -                     |                 |              |               |
| Black sunday                                                        | 1993                  | 07-08-1993            | 26              | 14           |               |
| III (Temples of boom)                                               | 1995                  | 11-11-1995            | 21              | 21           |               |
| Unreleased and revamped                                             | 1996                  | 31-08-1996            | 50              | 9            | Verzamelalbum |
| IV                                                                  | 1998                  | 17-10-1998            | 36              | 17           |               |
| Los grandes exitos en Español                                       | 1999                  | 30-10-1999            | 75              | 3            | Verzamelalbum |
| How I just killed a man                                             |                       |                       |                 |              | Verzamelalbum |
| Skull and bones                                                     | 2000                  | 06-05-2000            | 10              | 17           |               |
| Live at the fillmore                                                | 2000                  | -                     |                 |              |               |
| Stoned raiders                                                      | 2001                  | 22-12-2001            | 94              | 4            |               |
| Stash                                                               | 2002                  | -                     |                 |              |               |
| Till death do us part                                               | 22-03-2004            | 03-04-2004            | 39              | 7            |               |
| Greatest hits from the bong                                         | 2005                  | -                     |                 |              | Verzamelalbum |
| The very best of Cypress Hill                                       | 2008                  | -                     |                 |              | Verzamelalbum |
| Rise up                                                             | 16-04-2010            | 24-04-2010            | 85              | 1            |               |
| Elephants on Acid                                                   | 2018                  | -                     |                 |              |               |

| Album met hitnotering(en) in de Vlaamse Ultratop 200 albums | Datum van verschijnen | Datum van binnenkomst | Hoogste positie | Aantal weken | Opmerkingen   |
| ----------------------------------------------------------- | --------------------- | --------------------- | --------------- | ------------ | ------------- |
| III (Temples of boom)                                       | 1995                  | 11-11-1995            | 10              | 6            |               |
| Unreleased and revamped                                     | 1996                  | 14-09-1996            | 40              | 1            | Verzamelalbum |
| IV                                                          | 1998                  | 24-10-1998            | 41              | 1            |               |
| Skull and bones                                             | 2000                  | 06-05-2000            | 17              | 20           |               |
| Stoned raiders                                              | 2001                  | 26-01-2002            | 38              | 2            |               |
| Till death do us part                                       | 2004                  | 03-04-2004            | 47              | 9            |               |
| Rise up                                                     | 2010                  | 01-05-2010            | 53              | 3*           |               |

### Singles
| Single met eventuele hitnotering(en) in de Nederlandse Top 40 | Datum van verschijnen | Datum van binnenkomst | Hoogste positie | Aantal weken | Opmerkingen                                 |
| ------------------------------------------------------------- | --------------------- | --------------------- | --------------- | ------------ | ------------------------------------------- |
| Insane in the Brain                                           | 1993                  |                       | tip3            |              | Tip9 in de Single Top 100/ met Jason Nevins |
| (Rock/Rap) Superstar                                          | 2000                  | 27-05-2000            | 25              | 5            | #26 in de Single Top 100                    |
| What's Your Number?                                           | 2004                  | -                     |                 |              | #84 in de Single Top 100                    |

| Single met hitnotering(en) in de Vlaamse Ultratop 50 | Datum van verschijnen | Datum van binnenkomst | Hoogste positie | Aantal weken | Opmerkingen |
| ---------------------------------------------------- | --------------------- | --------------------- | --------------- | ------------ | ----------- |
| What's Your Number?                                  | 2004                  | 03-04-2004            | tip10           | -            |             |

## Dvd
- Still Smokin' (90 min.)